# Kasbach (Gemeinde Langschlag)
Kasbach ist eine Ortschaft und eine Katastralgemeinde der Marktgemeinde Langschlag im Bezirk Zwettl in Niederösterreich.
Der Ort liegt nordöstlich von Langschlag, zum Ortsgebiet zählt auch die Rotte Ober-Hörans.

## Siedlungsentwicklung
Zum Jahreswechsel 1979/1980 befanden sich in der Katastralgemeinde Kasbach insgesamt 22 Bauflächen mit 9.936 m² und 3 Gärten auf 94 m², 1989/1990 gab es 22 Bauflächen. 1999/2000 war die Zahl der Bauflächen auf 57 angewachsen und 2009/2010 bestanden 35 Gebäude auf 54 Bauflächen.

## Geschichte
Der Ort wurde 1455 zum ersten Mal schriftlich als Kespach erwähnt.
Im Eintrag der Josephinischen Fassion aus Jahre 1786/87 gab es im heutigen Ort 8 Häuser.
Im Jahr 1822 wurde der Ort als Dorf mit 13 Häusern genannt, das nach Langschlag eingepfarrt war, wohin auch die Kinder eingeschult wurden. Die Herrschaft Großpertholz besaß die Ortsobrigkeit und besorgte die Konskription. Die Landgerichtsbarkeit wurde von der Herrschaft Weitra ausgeübt. Die Untertanen und Grundholde des Ortes gehörten der Herrschaft Großpertholz.
Nach der Entstehung der Ortsgemeinden 1849 wurde der Ort eine Katastralgemeinde der Ortsgemeinde Langschlag.
Am 27. September 1883 wird der Ort durch Abspaltung von der Gemeinde Langschlag eine Katastralgemeinde der Gemeinde Stierberg, zu dieser zählte auch die Einzellage Hörans.
Laut Adressbuch von Österreich waren im Jahr 1938 in Kasbach mehrere Landwirte mit Direktvertrieb ansässig.
Im Zuge der Niederösterreichischen Kommunalstrukturverbesserung wurde der Ort durch die Auflösung der Gemeinde Stierberg am 1. Januar 1967 ein Teil der Gemeinde Langschlag.

## Bodennutzung
Die Katastralgemeinde ist landwirtschaftlich geprägt. 165 Hektar wurden zum Jahreswechsel 1979/1980 landwirtschaftlich genutzt und 99 Hektar waren forstwirtschaftlich geführte Waldflächen. 1999/2000 wurde auf 159 Hektar Landwirtschaft betrieben und 104 Hektar waren als forstwirtschaftlich genutzte Flächen ausgewiesen. Ende 2018 waren 155 Hektar als landwirtschaftliche Flächen genutzt und Forstwirtschaft wurde auf 105 Hektar betrieben. Die durchschnittliche Bodenklimazahl von Kasbach beträgt 17,4 (Stand 2010).